# 聖ヨセフの日
聖ヨセフの日（Saint Joseph's Day）は、イエスの父・聖ヨセフの日である。イタリアやスペインなどカトリック系の国では、3月19日、聖ヨセフの日が父の日である。